# UFC Fight Night: Holm vs. Vieira
UFC Fight Night: Holm vs. Vieira (también conocido como UFC Fight Night 206 y UFC on ESPN+ 64 o UFC Vegas 55) fue un evento de artes marciales mixtas producido por Ultimate Fighting Championship que tuvo lugar el 21 de mayo de 2022 en las instalaciones del UFC Apex en Enterprise, Nevada, parte del área metropolitana de Las Vegas, Estados Unidos.

## Antecedentes
El combate de peso gallo femenino entre la ex Campeona Femenina de Peso Gallo de la UFC Holly Holm y Ketlen Vieira encabezó el evento.
En este evento se esperaba un combate de peso pesado entre Ben Rothwell y el ex aspirante al Campeonato de Peso Semipesado de la UFC Alexander Gustafsson. Sin embargo, el combate se canceló después de que Rothwell fuera liberado de la organización a finales de marzo. Ahora se espera que Gustafsson se enfrente a Nikita Krylov en un combate de peso semipesado en UFC Fight Night 212.
Se esperaba que Maxim Grishin se enfrentara a Jailton Almeida en un combate de peso semipesado en el evento. Sin embargo, Grishin se retiró por razones no reveladas a finales de abril. Almeida decidió ascender a los pesos pesados y en su lugar se enfrentará a Parker Porter.

## Premios de bonificación
Los siguientes luchadores recibieron bonificaciones de $50000 dólares.
- Pelea de la Noche: Michel Pereira vs. Santiago Ponzinibbio
- Actuación de la Noche: Chidi Njokuani y Chase Hooper